# Gravartjärnen (Arvidsjaurs socken, Lappland, 724803-166584)
Gravartjärnen är en sjö i Arvidsjaurs kommun i Lappland och ingår i Skellefteälvens huvudavrinningsområde.